# Homalocephala mamaevi
Homalocephala mamaevi är en tvåvingeart som beskrevs av Nina Krivosheina 1996. Homalocephala mamaevi ingår i släktet Homalocephala och familjen fläckflugor. Arten är reproducerande i Sverige. Inga underarter finns listade i Catalogue of Life.